# 臭化テトラエチルアンモニウム
臭化テトラエチルアンモニウム（しゅうかテトラエチルアンモニウム、英: Tetraethylammonium bromide）は、化学式がC8H20N+Br−で表される第四級アンモニウム塩であり、文献ではしばしば「Et4N+Br−」と表記される。薬理学や生理学の研究におけるテトラエチルアンモニウムイオンの供給源や、有機合成に使用されている。

## 化学

### 調製
臭化テトラエチルアンモニウムは、市販されているが、水酸化テトラエチルアンモニウムと臭化水素酸の反応によって調製することもできる:
Et4N+HO− + HBr → Et4N+Br− + H2O
水分を蒸発させた後、アセトニトリルからの再結晶化により、臭化テトラエチルアンモニウムの結晶試料が得られる。

### 構造
臭化テトラエチルアンモニウムの結晶構造が解明され、窒素原子を中心とした炭素原子の幾何学的配列に関して、歪んだ四面体対称性を示していた。

### 合成応用
例としては、以下のようなものがある:
臭化テトラエチルアンモニウムは、クロロホルム/水中、室温下で2-ヨードキシ安息香酸（IBX）によるスルフィドのスルホキシドへの高収率酸化反応を触媒する。
(C2H5)2S → (C2H5)2S=O
- 臭化テトラエチルアンモニウムは、第一級ハロゲン化アルキルのジアルキル過酸化物（英語版）への変換のために、超酸化カリウムから超酸化テトラエチルアンモニウムのその場調製に使用されている[5]。反応は次の通りである:

2R1Br + 2KO2 → R1-O-O-R1 + 2KBr + O2

## 生物学
臭化テトラエチルアンモニウムは、塩化テトラエチルアンモニウムやヨウ化テトラエチルアンモニウムと同様に、テトラエチルアンモニウムイオンの供給源として、多くの臨床および薬理学的研究で使用されている。要するに、テトラエチルアンモニウムは、神経節遮断作用のために臨床的に検討されてきたが、現在では医薬品として使われなくなっており、さまざまな組織でのカリウムイオンチャネルの遮断能力のために生理学的研究で使用され続けている。

## 毒性
臭化テトラエチルアンモニウムの毒性は、主にテトラエチルアンモニウムイオンに起因しており、これについて広く研究されている。臭化テトラエチルアンモニウムの急性毒性は、塩化テトラエチルアンモニウムやヨウ化テトラエチルアンモニウムと同程度である。Randallらの研究から得られたこれらのデータは、比較のために提供されている。
マウスにおけるLD50：38 mg/kg（静脈）、60 mg/kg（腹腔）、>2000 mg/kg（経口）